# Vampire Survivors
Vampire Survivors é um videogame shoot 'em up roguelike de 2022 desenvolvido e publicado por Luca Galante, também conhecido como poncle. Após um período de acesso antecipado a partir de dezembro de 2021, foi lançado para macOS, Windows, Xbox One, Xbox Series X/S, Android e iOS no final de 2022.
O jogador controla um personagem de ataque automático enquanto luta contra ondas contínuas de monstros, com o objetivo de sobreviver ao ataque pelo maior tempo possível e desbloquear personagens, armas e relíquias adicionais para as sessões subsequentes. Apesar do nome do jogo e da arte da capa, nenhum dos vários monstros encontrados são vampiros.
Vampire Survivors recebeu elogios no Golden Joystick Awards, New York Game Awards e DICE Awards. O jogo foi indicado em cinco categorias no British Academy Games Awards, das quais venceu em duas: Game Design e Melhor Jogo.

## Jogabilidade
O jogador seleciona um dos vários personagens com diferentes armas e bônus iniciais e os controla em uma fase sem fim com um layout repetitivo gerado automaticamente. As armas do jogador atacam automaticamente, e o objetivo é sobreviver o maior tempo possível contra ondas constantes de monstros que causam dano ao entrar em contato com o jogador. Monstros derrotados deixam cair gemas de experiência que são usadas para subir de nível e explorar a fase permite ao jogador coletar itens no chão que restauram a vida e fornecem outros efeitos como congelar todos os inimigos em tela. Cada aumento de nível oferece ao jogador a escolha de três ou quatro armas e melhorias passivas; uma vez que o jogador coletou seis armas e seis melhorias e os atualizou totalmente, quaisquer níveis adicionais que eles ganhem oferecem apenas moedas de ouro ou frango assado, que restaura vida. Outra maneira de atualizar armas e melhorias é abrir baús, que são derrubados por monstros particularmente poderosos e podem conter um, três ou cinco itens aleatórios. A maioria das armas tem uma evolução que pode ser obtida abrindo um baú após atualizá-las totalmente e atender a outras condições específicas.
As corridas de Vampire Survivors têm um limite de tempo de 15 ou 30 minutos, dependendo da fase escolhida. No limite de tempo, a fase é limpa de todos os inimigos e um inimigo final tremendamente forte aparecerá. Um novo inimigo adicional idêntico ao anterior aparecerá a cada minuto consecutivo a partir de então para garantir o fim de jogo. Uma corrida que atinge ou excede o limite de tempo do estágio é considerada uma conclusão bem-sucedida e recompensa com moedas de ouro de bônus. Entre as corridas, as moedas de ouro acumuladas podem ser gastas para desbloquear novos personagens e melhorias permanentes. Além disso, ao completar desafios, o jogador também pode desbloquear novas fases, armas e personagens.

## Trama
Vampire Survivors se passa nominalmente na Itália rural em 2021. Hordas de monstros convocados pelo maligno Bisconte Draculó que devastam a terra, e a família Belpaese e outros sobreviventes heróicos se encarregam de caçar e derrotar Draculó. Essa missão os leva a locais infestados de monstros, como uma floresta amaldiçoada, uma biblioteca mal-assombrada, uma fábrica de laticínios abandonada, uma torre sinistra e uma capela sobrenatural.

## Desenvolvimento
O desenvolvedor italiano Luca "poncle" Galante começou a desenvolver Vampire Survivors em 2020 usando a estrutura Phaser enquanto ele estava desempregado. Ele queria criar Vampire Survivors porque queria gerenciar uma comunidade, com base em sua experiência anterior como administrador de um servidor Ultima Online. O jogo foi inspirado em Magic Survival, um jogo para celular que também consistia em um personagem atacando inimigos automaticamente. O desenvolvimento da versão inicial de acesso antecipado levou cerca de um ano, com Galante gastando cerca de £ 1.100 em ativos, arte e música. Antes de desenvolver Vampire Survivors, Galante havia sido um desenvolvedor na indústria de jogos de azar e usou seu conhecimento de como usar gráficos chamativos para máquinas caça-níqueis como parte do fascínio pelas animações de abertura de baús 's Vampire Survivors.
O sucesso do jogo superou as expectativas de Galante e permitiu que ele deixasse o emprego em fevereiro de 2022 para se concentrar totalmente no desenvolvimento do jogo. Ele era informalmente assistido por "alguns amigos" nas horas vagas. O conteúdo planejado incluía armas, personagens e estágios adicionais e um "modo infinito". A intenção de Galante era tirar Vampire Survivors do acesso antecipado até o final de 2022. Galante contratou vários freelancers em março de 2022 para expandir a equipe Vampire Survivors e acelerar o desenvolvimento. Além de delinear o escopo do novo conteúdo prometido com um roteiro, Galante explicou que um marco importante previsto para meados de 2022 seria portar Vampire Survivors para um mecanismo de jogo "padrão da indústria" para melhorar seu desempenho geral.
O jogo completo foi lançado para macOS e Windows em 20 de outubro de 2022. O jogo também foi portado para Xbox One e Xbox Series X/S em 10 de novembro de 2022. As portas para dispositivos Android e iOS foram lançadas em 8 de dezembro de 2022. As versões móveis foram aceleradas para desenvolvimento como uma resposta a uma série de clones que apareceram em lojas de aplicativos móveis com código roubado e ativos do jogo original. Enquanto o jogo foi lançado em outras plataformas como um jogo barato, mas premium, as versões móveis são gratuitas para jogar com anúncios opcionais.

### Conteúdo disponível para download (DLC)
A primeira expansão DLC paga para o jogo, intitulada Legacy of the Moonspell, foi anunciada em 6 de dezembro de 2022. Inspirado no folclore e anime japoneses, ele adiciona treze armas, oito personagens e uma nova fase com inimigos inspirados em yōkai e oni. A expansão foi lançada em 15 de dezembro de 2022 para as plataformas macOS, Windows e Xbox e no início de 2023 para dispositivos móveis.
Uma segunda expansão DLC paga, Tides of Foscari, foi lançada em abril de 2023. Acrescenta novas armas, novos poderes e novos personagens, e apresenta um nova fase inspirada em contos de fadas.

## Recepção
Embora Vampire Survivors tenha passado desapercebido no lançamento, no final de janeiro de 2022 tornou-se um sucesso e alcançou mais de 30.000 jogadores simultâneos no Steam. Esse número continuou a subir, com o jogo atingindo mais de 70.000 jogadores simultâneos no mês seguinte. Embora não seja o primeiro jogo em seu gênero, Vampire Survivors levou a vários outros jogos baseados em jogabilidade automática e progressão roguelike sendo lançados no ano seguinte, a maioria lançada por um pequeno preço e em acesso antecipado.
Vampire Survivors recebeu críticas "favoráveis" para o Windows de acordo com o agregador de críticas Metacritic; as versões Xbox Series X/S e iOS receberam "aclamação universal".
Ian Walker do Kotaku e Graham Smith do Rock Paper Shotgun elogiaram o jogo, ambos comparando o jogo a dopamina. Nicole Carpenter, da Polygon, notou a profundidade do jogo, com ela dizendo "nenhum streamer que eu assisti jogava inteiramente igual". Aaron Zimmerman, da Ars Technica, nomeou Vampire Survivors como sua escolha para o jogo do ano. Marie Dealessandri, da GamesIndustry.biz, também nomeou Vampire Survivors como seu jogo do ano, falando sobre o quão bem ele jogou no Steam Deck portátil, que também foi lançado em 2022.
| Year | Award                         | Category                                        | Result            | Ref(s).       |
| ---- | ----------------------------- | ----------------------------------------------- | ----------------- | ------------- |
| 2022 | Golden Joystick Awards        | Best Early Access Launch                        | Indicado          | [ 35 ] [ 36 ] |
| 2022 | Golden Joystick Awards        | Breakthrough Award                              | Venceu            | [ 35 ] [ 36 ] |
| 2022 | The Game Awards               | Best Debut Indie Game                           | Indicado          | [ 37 ]        |
| 2022 | The Steam Awards              | Best Game on the Go                             | Indicado          | [ 38 ]        |
| 2023 | New York Game Awards          | Big Apple Award for Best Game of the Year       | Indicado          | [ 39 ]        |
| 2023 | New York Game Awards          | Off Broadway Award for Best Indie Game          | Venceu            | [ 39 ]        |
| 2023 | D.I.C.E. Awards               | Game of the Year                                | Indicado          | [ 40 ]        |
| 2023 | D.I.C.E. Awards               | Outstanding Achievement in Game Design          | Indicado          | [ 40 ]        |
| 2023 | D.I.C.E. Awards               | Outstanding Achievement for an Independent Game | Indicado          | [ 40 ]        |
| 2023 | D.I.C.E. Awards               | Action Game of the Year                         | Venceu            | [ 40 ]        |
| 2023 | Game Developers Choice Awards | Game of the Year                                | Honorable mention | [ 41 ] [ 42 ] |
| 2023 | Game Developers Choice Awards | Best Debut                                      | Indicado          | [ 41 ] [ 42 ] |
| 2023 | Game Developers Choice Awards | Best Design                                     | Honorable mention | [ 41 ] [ 42 ] |
| 2023 | British Academy Games Awards  | Best Game                                       | Venceu            | [ 43 ]        |
| 2023 | British Academy Games Awards  | British Game                                    | Indicado          | [ 43 ]        |
| 2023 | British Academy Games Awards  | Debut Game                                      | Indicado          | [ 43 ]        |
| 2023 | British Academy Games Awards  | Game Design                                     | Venceu            | [ 43 ]        |
| 2023 | British Academy Games Awards  | Original Property                               | Indicado          | [ 43 ]        |